# Marque (fiume)
La Marque  è un fiume francese che attraversa il dipartimento del Nord negli Hauts-de-France.

## Geografia

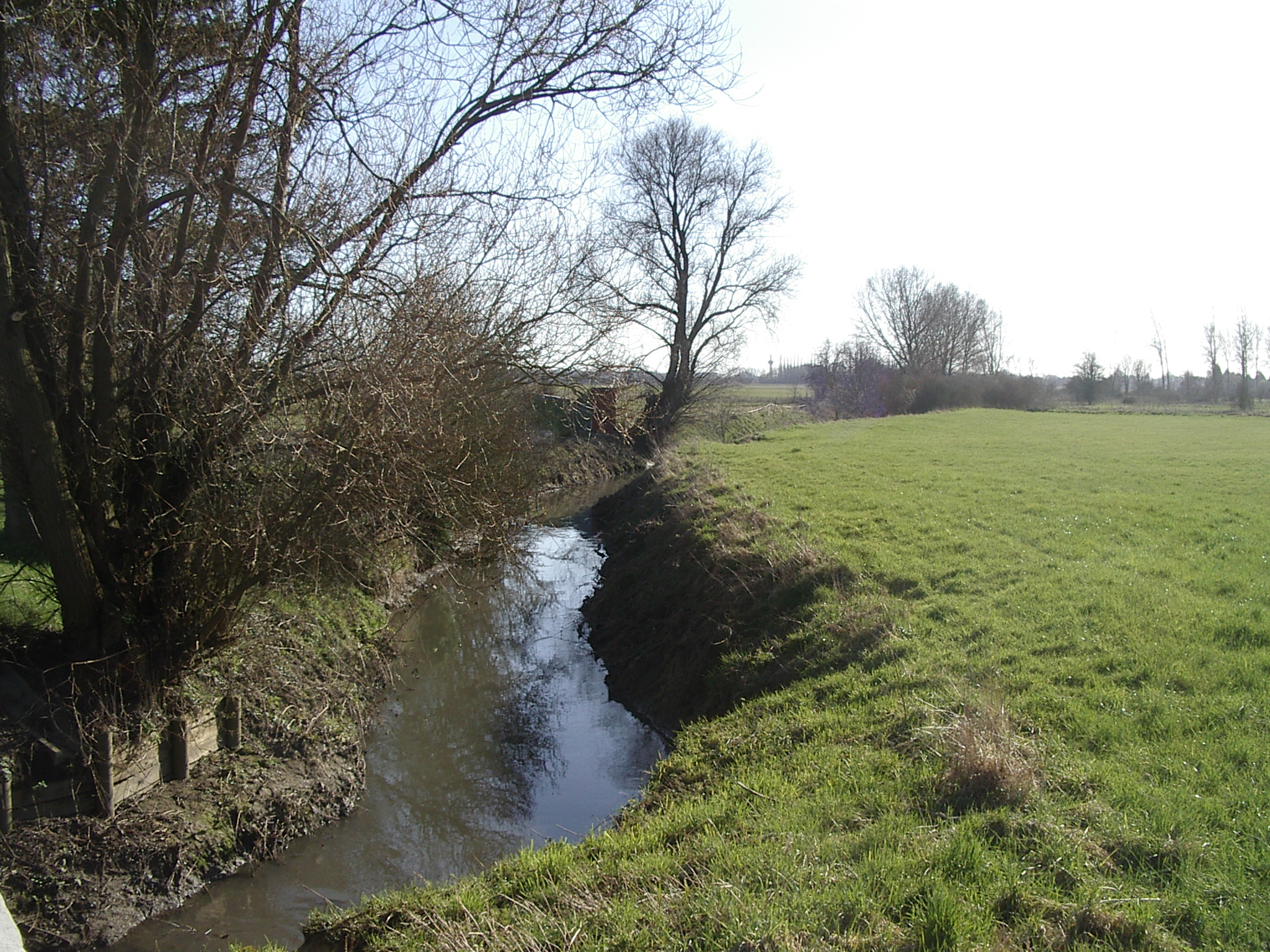
La Marque a Ennevelin

Nasce nel territorio comunale di Mons-en-Pévèle e, dopo un percorso da sud-ovest verso nord di poco più di 31 Km, effettuato in gran parte nell'antica regione del Pévèle, sfocia nella Deûle a Marquette-lez-Lille.
La parte terminale (6 km) del corso d'acqua è canalizzata e fa parte del collegamento Deûle-Schelda, un vecchio collegamento franco-belga che è stato chiuso al traffico commerciale nel 1986, riammodernato e riaperto nel 2008.

### Comuni attraversati
Nel solo dipartimento del Nord la Marque attraversa 26 comuni e cinque cantoni (da monte verso valle):
Comuni
- Mons-en-Pévèle (sorgente),
- Thumeries,
- Attiches,
- Tourmignies,
- Avelin,
- Mérignies,
- Pont-à-Marcq,

- Ennevelin,
- Fretin,
- Templeuve,
- Péronne-en-Mélantois,
- Louvil,
- Cysoing,
- Bouvines,

- Sainghin-en-Mélantois,
- Gruson,
- Anstaing,
- Chéreng,
- Tressin,
- Villeneuve-d'Ascq,
- Forest-sur-Marque,

- Hem,
- Croix,
- Wasquehal,
- Marcq-en-Barœul,
- Marquette-lez-Lille.

Cantoni
Pont-à-Marcq, Cysoing, Lannoy, Villeneuve-d'Ascq-Nord e lo sfocio nel Roubaix-Ovest.

### Toponimi
La Marque ha dato il suo idronimo ai comuni seguenti: Pont-à-Marcq, Forest-sur-Marque, Marcq-en-Barœul, Marquette-lez-Lille, mentre non possono essere considerati come provenienti dal nome del fiume i toponimi dei comuni di Marquette-en-Ostrevant e di Marcq-en-Ostrevent.

## Affluenti
Gli affluenti della Marque sono numerosi, ma si tratta di corsi d'acqua di dimensioni piuttosto limitate.

## Piene
Per aiutare gli abitanti rivieraschi a premunirsi contro gli effetti delle periodiche piene, il fiume è oggetto di un Atlante delle zone inondabili telescaricabile e d'una mappa interattiva.

## Storia

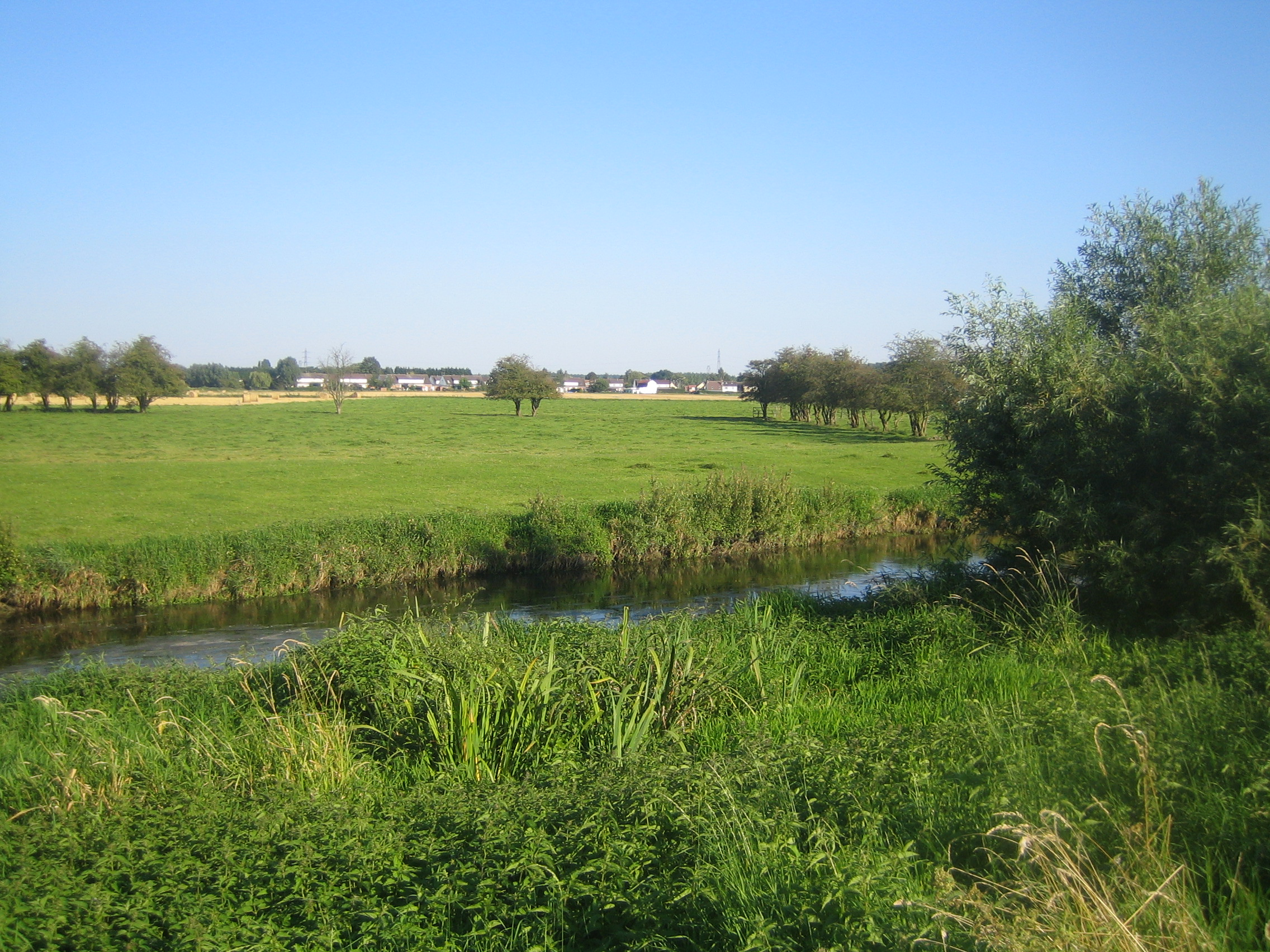
La Marque a Villeneuve-d'Ascq

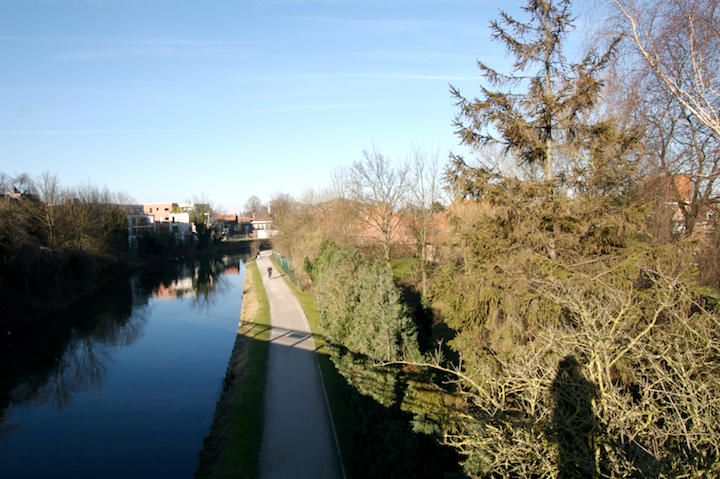
La Marque a Marcq-en-Barœul

L'origine del termine "Marque" proverrebbe dall'antico tedesco marko, che significa "paludoso". Il fiume disegna attorno alla città di Lilla una mezzaluna: grazie a questa forma originale esso giocò nella storia un ruolo di ostacolo, di protezione e di frontiera naturale tra il Mélantois, il Ferrain e la Pévèle all'interno dell'antica castellania di Lilla, situata nella Fiandra romanza. Nell'838 fu eretta in prossimità del fiume l'abbazia di Sainte-Calixte de Cysoing, verso Louvil, poi, nel 1236, fu costruita, allo sfocio del fiume nella Deûle, l'abbazia di Notre-Dame de Marquette.
Questo piccolo corso d'acqua ha conosciuto poi importanti piene che inondarono i campi all'intorno. In seguito è stato utilizzato come scarico idrico di numerose industrie.
Negli anni 1990 è stato attuato un piano di risanamento al fine di eliminarne l'inquinamento.